# 圣乔治勒弗莱沙尔
圣乔治勒弗莱沙尔（法語：Saint-Georges-le-Fléchard，法語發音：[sɛ̃ ʒɔʁʒ lə fleʃaʁ]）是法国马耶讷省的一个市镇，属于拉瓦勒区。

## 地理
圣乔治勒弗莱沙尔（48°2'12"N, 0°30'36"W）面积8.44 平方千米，位于法国卢瓦尔河地区大区马耶讷省，该省份为法国西北部内陆省份，北起芒什省和奧恩省，西接伊勒-维莱讷省，南至曼恩-卢瓦尔省，东临萨尔特省。
与圣乔治勒弗莱沙尔接壤的市镇（或旧市镇、城区）包括：韦特河畔苏尔热、拉巴祖日德谢姆雷、巴祖热、韦日。

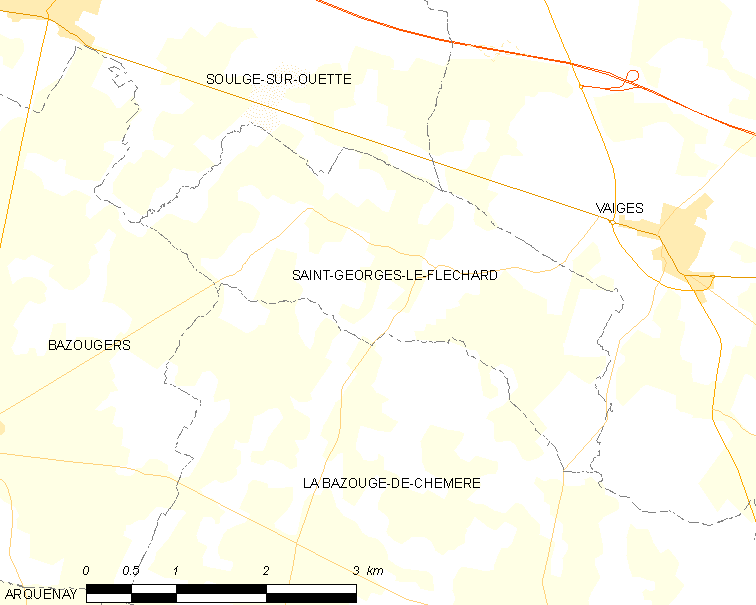
圣乔治勒弗莱沙尔的OSM定位图

圣乔治勒弗莱沙尔的时区为UTC+01:00、UTC+02:00（夏令时）。

## 行政
圣乔治勒弗莱沙尔的邮政编码为53480，INSEE市镇编码为53220。

## 政治
圣乔治勒弗莱沙尔所属的省级选区为梅莱迪迈讷县。

## 人口

1962-2008年间圣乔治勒弗莱沙尔人口变化图示

圣乔治勒弗莱沙尔于2022年1月1日时的人口数量为378人。